# لیر لاندا
لیر لاندا (انگلیسی: Leire Landa؛ زادهٔ ۱۹ دسامبر ۱۹۸۶) بازیکن فوتبال اهل اسپانیا است.
از باشگاه‌هایی که در آن بازی کرده‌است می‌توان به باشگاه فوتبال زنان رئال سوسیداد، باشگاه فوتبال زنان بارسلونا، و باشگاه فوتبال زنان اتلتیکو مادرید اشاره کرد.
وی همچنین در تیم‌های ملی فوتبال زنان اسپانیا و Basque Country women's national football team بازی کرده‌است.